# Eleições europeias de 2009 em Setúbal

## Resultados Oficiais
| Partido                 | Partido                        | Votos   | %               | +/-   |
| ----------------------- | ------------------------------ | ------- | --------------- | ----- |
|                         | Partido Socialista             | 8 447   | 23,27 / 100,00  | 20,90 |
|                         | Coligação Democrática Unitária | 7 204   | 19,85 / 100,00  | 0,16  |
|                         | Partido Social Democrata       | 7 078   | 19,50 / 100,00  | -     |
|                         | Bloco de Esquerda              | 5 853   | 16,13 / 100,00  | 8,49  |
|                         | Partido Popular                | 3 072   | 8,46 / 100,00   | -     |
|                         | Movimento Esperança Portugal   | 752     | 2,07 / 100,00   | Novo  |
|                         | PCTP/MRPP                      | 546     | 1,50 / 100,00   | 0,38  |
|                         | Outros                         | 1 034   | 2,85 / 100,00   |       |
| Votos Inválidos         | Votos Inválidos                | 2 308   | 6,36 / 100,00   | 2,97  |
| Total                   | Total                          | 36 294  | 100,00 / 100,00 |       |
| Eleitorado/Participação | Eleitorado/Participação        | 100 610 | 36,07 / 100,00  | 1,20  |

## Resultados por Freguesia
Os resultados seguintes referem-se aos partidos que obtiveram mais de 1,00% dos votos:
| Freguesia                            | %     | %     | %     | %     | %     | %    | %    | Votantes |
| Freguesia                            | PS    | CDU   | PSD   | BE    | CDS   | MEP  | PCTP | Votantes |
| ------------------------------------ | ----- | ----- | ----- | ----- | ----- | ---- | ---- | -------- |
| Gâmbia - Pontes - Alto da Guerra     | 22,21 | 38,65 | 13,25 | 11,10 | 4,51  | 1,25 | 2,43 | 1 441    |
| Sado                                 | 22,71 | 42,29 | 7,39  | 13,04 | 3,42  | 1,19 | 2,63 | 2 017    |
| São Lourenço                         | 24,65 | 16,32 | 20,55 | 15,11 | 9,06  | 2,31 | 1,58 | 3 290    |
| São Simão                            | 24,68 | 20,34 | 20,69 | 13,56 | 7,68  | 1,84 | 1,79 | 2 006    |
| Setúbal - Nossa Senhora da Anunciada | 23,63 | 17,70 | 20,32 | 17,29 | 8,47  | 1,90 | 1,21 | 4 887    |
| Setúbal - Santa Maria da Graça       | 24,12 | 14,48 | 23,22 | 16,72 | 9,25  | 1,91 | 1,08 | 2 769    |
| Setúbal - São Julião                 | 19,94 | 11,24 | 29,16 | 15,82 | 10,98 | 3,10 | 0,70 | 6 184    |
| Setúbal - São Sebastião              | 24,14 | 21,08 | 16,12 | 17,34 | 8,30  | 1,89 | 1,74 | 13 700   |
| Setúbal                              | 23,27 | 19,85 | 19,50 | 16,13 | 8,46  | 2,07 | 1,50 | 36 294   |

#### Gâmbia - Pontes - Alto da Guerra
| Partido                 | Partido                        | Votos | %               | +/-   |
| ----------------------- | ------------------------------ | ----- | --------------- | ----- |
|                         | Coligação Democrática Unitária | 557   | 38,65 / 100,00  | 1,40  |
|                         | Partido Socialista             | 320   | 22,21 / 100,00  | 18,30 |
|                         | Partido Social Democrata       | 191   | 13,25 / 100,00  | -     |
|                         | Bloco de Esquerda              | 160   | 11,10 / 100,00  | 7,99  |
|                         | Partido Popular                | 65    | 4,51 / 100,00   | -     |
|                         | PCTP/MRPP                      | 35    | 2,43 / 100,00   | 0,52  |
|                         | Movimento Esperança Portugal   | 18    | 1,25 / 100,00   | Novo  |
|                         | Outros                         | 39    | 2,72 / 100,00   |       |
| Votos Inválidos         | Votos Inválidos                | 56    | 3,89 / 100,00   | 1,33  |
| Total                   | Total                          | 1 441 | 100,00 / 100,00 |       |
| Eleitorado/Participação | Eleitorado/Participação        | 3 740 | 38,53 / 100,00  | 0,71  |

#### Sado
| Partido                 | Partido                        | Votos | %               | +/-   |
| ----------------------- | ------------------------------ | ----- | --------------- | ----- |
|                         | Coligação Democrática Unitária | 853   | 42,29 / 100,00  | 1,12  |
|                         | Partido Socialista             | 458   | 22,71 / 100,00  | 17,74 |
|                         | Bloco de Esquerda              | 263   | 13,04 / 100,00  | 8,92  |
|                         | Partido Social Democrata       | 149   | 7,39 / 100,00   | -     |
|                         | Partido Popular                | 69    | 3,42 / 100,00   | -     |
|                         | PCTP/MRPP                      | 53    | 2,63 / 100,00   | 0,72  |
|                         | Movimento Esperança Portugal   | 24    | 1,19 / 100,00   | Novo  |
|                         | Outros                         | 46    | 2,30 / 100,00   |       |
| Votos Inválidos         | Votos Inválidos                | 102   | 5,06 / 100,00   | 3,65  |
| Total                   | Total                          | 2 017 | 100,00 / 100,00 |       |
| Eleitorado/Participação | Eleitorado/Participação        | 4 969 | 40,59 / 100,00  | 3,17  |

#### São Lourenço
| Partido                 | Partido                        | Votos | %               | +/-   |
| ----------------------- | ------------------------------ | ----- | --------------- | ----- |
|                         | Partido Socialista             | 811   | 24,65 / 100,00  | 17,40 |
|                         | Partido Social Democrata       | 676   | 20,55 / 100,00  | -     |
|                         | Coligação Democrática Unitária | 537   | 16,32 / 100,00  | 0,62  |
|                         | Bloco de Esquerda              | 497   | 15,11 / 100,00  | 6,47  |
|                         | Partido Popular                | 298   | 9,06 / 100,00   | -     |
|                         | Movimento Esperança Portugal   | 76    | 2,31 / 100,00   | Novo  |
|                         | PCTP/MRPP                      | 52    | 1,58 / 100,00   | 0,16  |
|                         | Partido da Terra               | 34    | 1,03 / 100,00   | 0,32  |
|                         | Outros                         | 74    | 2,26 / 100,00   |       |
| Votos Inválidos         | Votos Inválidos                | 235   | 7,15 / 100,00   | 2,97  |
| Total                   | Total                          | 3 290 | 100,00 / 100,00 |       |
| Eleitorado/Participação | Eleitorado/Participação        | 7 673 | 42,88 / 100,00  | 4,95  |

#### São Simão
| Partido                 | Partido                        | Votos | %               | +/-   |
| ----------------------- | ------------------------------ | ----- | --------------- | ----- |
|                         | Partido Socialista             | 495   | 24,68 / 100,00  | 17,41 |
|                         | Partido Social Democrata       | 415   | 20,69 / 100,00  | -     |
|                         | Coligação Democrática Unitária | 408   | 20,34 / 100,00  | 2,65  |
|                         | Bloco de Esquerda              | 272   | 13,56 / 100,00  | 6,66  |
|                         | Partido Popular                | 154   | 7,68 / 100,00   | -     |
|                         | Movimento Esperança Portugal   | 37    | 1,84 / 100,00   | Novo  |
|                         | PCTP/MRPP                      | 36    | 1,79 / 100,00   | 0,09  |
|                         | Partido da Terra               | 23    | 1,15 / 100,00   | 0,68  |
|                         | Outros                         | 31    | 1,55 / 100,00   |       |
| Votos Inválidos         | Votos Inválidos                | 135   | 6,73 / 100,00   | 3,35  |
| Total                   | Total                          | 2 006 | 100,00 / 100,00 |       |
| Eleitorado/Participação | Eleitorado/Participação        | 4 644 | 43,20 / 100,00  | 2,43  |

#### Setúbal - Nossa Senhora da Anunciada
| Partido                 | Partido                        | Votos  | %               | +/-   |
| ----------------------- | ------------------------------ | ------ | --------------- | ----- |
|                         | Partido Socialista             | 1 155  | 23,63 / 100,00  | 21,73 |
|                         | Partido Social Democrata       | 993    | 20,32 / 100,00  | -     |
|                         | Coligação Democrática Unitária | 865    | 17,70 / 100,00  | 0,39  |
|                         | Bloco de Esquerda              | 845    | 17,29 / 100,00  | 9,15  |
|                         | Partido Popular                | 414    | 8,47 / 100,00   | -     |
|                         | Movimento Esperança Portugal   | 93     | 1,90 / 100,00   | Novo  |
|                         | PCTP/MRPP                      | 59     | 1,21 / 100,00   | 0,12  |
|                         | Outros                         | 156    | 3,19 / 100,00   |       |
| Votos Inválidos         | Votos Inválidos                | 307    | 6,28 / 100,00   | 2,91  |
| Total                   | Total                          | 4 887  | 100,00 / 100,00 |       |
| Eleitorado/Participação | Eleitorado/Participação        | 13 789 | 35,44 / 100,00  | 0,77  |

#### Setúbal - Santa Maria da Graça
| Partido                 | Partido                        | Votos | %               | +/-   |
| ----------------------- | ------------------------------ | ----- | --------------- | ----- |
|                         | Partido Socialista             | 668   | 24,12 / 100,00  | 16,46 |
|                         | Partido Social Democrata       | 643   | 23,22 / 100,00  | -     |
|                         | Bloco de Esquerda              | 463   | 16,72 / 100,00  | 8,12  |
|                         | Coligação Democrática Unitária | 401   | 14,48 / 100,00  | 0,50  |
|                         | Partido Popular                | 256   | 9,25 / 100,00   | -     |
|                         | Movimento Esperança Portugal   | 53    | 1,91 / 100,00   | Novo  |
|                         | PCTP/MRPP                      | 30    | 1,08 / 100,00   | 0,19  |
|                         | Outros                         | 78    | 2,82 / 100,00   |       |
| Votos Inválidos         | Votos Inválidos                | 177   | 6,40 / 100,00   | 3,04  |
| Total                   | Total                          | 2 769 | 100,00 / 100,00 |       |
| Eleitorado/Participação | Eleitorado/Participação        | 7 387 | 37,48 / 100,00  | 0,46  |

#### Setúbal - São Julião
| Partido                 | Partido                        | Votos  | %               | +/-   |
| ----------------------- | ------------------------------ | ------ | --------------- | ----- |
|                         | Partido Social Democrata       | 1 803  | 29,16 / 100,00  | -     |
|                         | Partido Socialista             | 1 233  | 19,94 / 100,00  | 19,04 |
|                         | Bloco de Esquerda              | 978    | 15,82 / 100,00  | 6,43  |
|                         | Coligação Democrática Unitária | 695    | 11,24 / 100,00  | 0,51  |
|                         | Partido Popular                | 679    | 10,98 / 100,00  | -     |
|                         | Movimento Esperança Portugal   | 192    | 3,10 / 100,00   | Novo  |
|                         | Outros                         | 184    | 2,98 / 100,00   |       |
| Votos Inválidos         | Votos Inválidos                | 420    | 6,79 / 100,00   | 2,40  |
| Total                   | Total                          | 6 184  | 100,00 / 100,00 |       |
| Eleitorado/Participação | Eleitorado/Participação        | 15 090 | 40,98 / 100,00  | 0,10  |

#### Setúbal - São Sebastião
| Partido                 | Partido                        | Votos  | %               | +/-   |
| ----------------------- | ------------------------------ | ------ | --------------- | ----- |
|                         | Partido Socialista             | 3 307  | 24,14 / 100,00  | 23,69 |
|                         | Coligação Democrática Unitária | 2 888  | 21,08 / 100,00  | 0,35  |
|                         | Bloco de Esquerda              | 2 375  | 17,34 / 100,00  | 9,91  |
|                         | Partido Social Democrata       | 2 208  | 16,12 / 100,00  | -     |
|                         | Partido Popular                | 1 137  | 8,30 / 100,00   | -     |
|                         | Movimento Esperança Portugal   | 259    | 1,89 / 100,00   | Novo  |
|                         | PCTP/MRPP                      | 238    | 1,74 / 100,00   | 0,65  |
|                         | Outros                         | 412    | 3,00 / 100,00   |       |
| Votos Inválidos         | Votos Inválidos                | 876    | 6,39 / 100,00   | 3,41  |
| Total                   | Total                          | 13 700 | 100,00 / 100,00 |       |
| Eleitorado/Participação | Eleitorado/Participação        | 43 318 | 31,63 / 100,00  | 3,35  |